# Vilingili (Gaafu Alif-atol)
Vilingili is een van de bewoonde eilanden van het Gaafu Alif-atol behorende tot de Maldiven. Vilingili is de hoofdstad van het GaafuAlif-atol.

## Demografie
Vilingili telt (stand maart 2007) 1438 vrouwen en 1564 mannen.